# John Rob
Vous pouvez aider à l'améliorer ou bien discuter des problèmes sur sa page de discussion.
- Il ne cite pas suffisamment ses sources. Vous pouvez indiquer les passages à sourcer avec {{référence nécessaire}} ou {{Référence souhaitée}}, et inclure les références utiles en les liant aux notes de bas de page. (Marqué depuis septembre 2018)
- Il n’est pas rédigé dans un style encyclopédique. (Marqué depuis septembre 2018)

- Archive Wikiwix
- Bing
- Cairn
- DuckDuckGo
- E. Universalis
- Gallica
- Google
- G. Books
- G. News
- G. Scholar
- Persée
- Qwant
- (zh) Baidu
- (ru) Yandex
- (wd) trouver des œuvres sur Wikidata

John Rob, nom de scène de Jean-Claude Roboly, est un réalisateur, producteur de cinéma et karatéka français né le 21 décembre 1942 à Nice. Il est également, dans les années 1960, le guitariste solo du groupe de rock français Les Chats sauvages. 
Il est un ancien membre de la Directors' Guild of Canada et de la Directors' Guild of America.

## Biographie
Jean-Claude Roboly fait ses études jusqu'au bac au collège Stanislas à Nice. Il étudie le piano jusqu'à l'âge de 10 ans, puis l'harmonica et enfin la guitare. Il s'intéresse aux arts martiaux japonais et apprend le judo. Plus tard, il est assidu au Karaté, dont Maître Yoshinao Nanbu, champion du Japon, lui apprend les prémisses et l'honore quelques années plus tard, à Montréal, d'un 3e dan de Nanbudo.
Jean-Claude Roboly est également, avec son frère Gérard (guitare rythmique), Jack Regard (bassiste) et Dick Rivers (chant, jusqu'à l'été 1962, puis remplacé par Mike Shannon), l'un des fondateurs et guitariste soliste du groupe de rock 'n' roll Les Chats sauvages au début des années 1960.
À la suite du succès du groupe, l'avocat imprésario André Lauffer entreprend les premières démarches pour la poursuite de leur carrière en Amérique du Nord. Mais leur maison de disque, Pathé-Marconi s'oppose et ne laisse pas partir les Chats Sauvages, ce qui met un terme à leur projet. En trois ans, la formation a vendu plus de 5 millions de disques et a enregistré plus de cent titres traduits en plusieurs langues.
Entre 1967 et 1988, John Rob est au Canada, où il travaille comme producteur et réalisateur d'émissions télévisées. En France, il travaille avec le producteur Christian Fechner.
En 2001 il produira notamment les Masters de la guitare au Palais des Congrès à Paris.

## Études et formation cinéma/télévision (1958 à 1961)
Il effectue ses études cinématographiques  auprès de l'IDHEC au Centre Universitaire de Nice.
Grâce à sa notoriété en tant que leader du groupe "Les Chats Sauvages", il demande et obtient en 1966 un entretien avec Grace Kelly et lui fait part de ses désirs de travailler dans le cinéma. La princesse présente Roboly à un de ses amis producteur, Euan Lloyd, qui lui propose donc de travailler en tant que débutant sur sa prochaine production comme assistant réalisateur. Il s’agit d’un James Bond avec Sean Connery qui sera tourné aux USA un an plus tard.
Après avoir passé l'année 1967 au Québec à Montréal, Jean Claude Roboly choisit de ne pas rejoindre Euan Lloyd à Miami car cela l'obligerait à demander la Green Card, qui le rendrait éligible au service militaire américain, et donc susceptible de participer à la guerre du Viet Nam. Il va donc rester 5 ans au Canada avant d'en prendre la nationalité et de se marier.

## Expérience professionnelle
Au fil des années, il occupe divers postes dont certains cumulés : réalisateur et producteur. Il travaille en formats 16mm, 35mm et apprend la vidéo qui vient de naître. Il produit des documentaires, des pubs, des spéciaux télé, des émissions en direct, des reportages sportifs, des films éducatifs, des adaptations théâtrales, des téléfilms et quelques longs métrages en tant que soit producteur associé, exécutif et/ou scénariste. Sa carrière au Canada et aux USA dure 21 ans.
En 2014 la carrière de Roboly représente plus de quarante sept années d’expérience dans le cinéma et l’audiovisuel. En comptant à l’unité le nombre des productions réalisées, cela représente plus de 200 productions (film et vidéo).